# Шептаки (Моргауське сільське поселення)
Шепта́ки (рос. Шептаки, чув. Шаптак) — присілок у Чувашії Російської Федерації, у складі Моргауського сільського поселення Моргауського району.
Населення — 465 осіб (2010; 448 в 2002, 482 в 1979; 598 в 1939, 501 в 1926, 426 в 1906, 281 в 1858).

## Історія
Історичні назви — Шептак, Шаптаки, Шаптак (до 1924 року). Утворився як виселок присілку Перша Васькіна (Моргауші). До 1866 року селяни мали статус державних, займались землеробством, тваринництвом, виробництвом одягу.1929 року створено колгосп «Знам'я праці». До 1920 року присілок перебував у складі Акрамовської волості Козьмодемьянського повіту, а до 1927 року — у складі Чебоксарського повіту. 1927 року присілок переданий до складу Татаркасинського, 1939 року — до складу Сундирського, 1944 року — до складу Моргауського, 1959 року — повернуто до складу Сундирського, 1962 року — до складу Чебоксарського, 1964 року — повернутий до складу Моргауського району.